# Heißgetränk

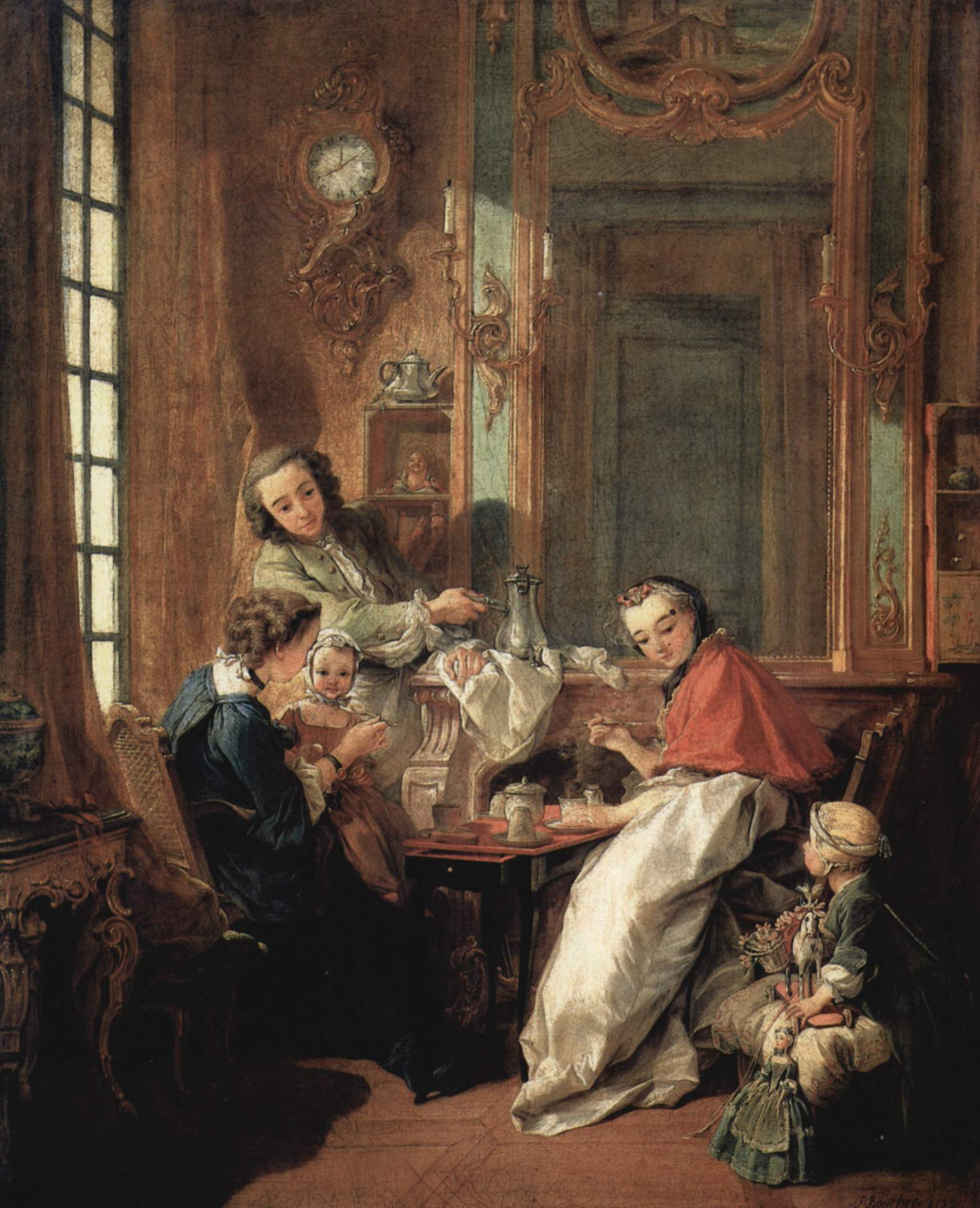
Frühstück mit Kaffee als Luxus im 18. Jahrhundert. Gemälde von François Boucher.

Ein Heißgetränk ist ein Getränk, das in der Regel mit heißer Flüssigkeit zubereitet und in warmem Zustand getrunken wird. Die Grenze zwischen warm und heiß liegt bei etwa 60 °C. Inhaltsstoffe wie Coffein, Theobromin oder Ethanol machen es durch ihre anregende Wirkung zum Genussmittel.

## Zubereitung
Zumeist handelt es sich um eine Zubereitung, die heißes Wasser oder auch heiße Milch zur Lösung von Inhaltsstoffen oder zum Schmelzen einer aufgegossenen Substanz erfordert, wie bei Kaffee, Tee oder heißer Schokolade. Auch bei alkoholhaltigen Heißgetränken wie Glühwein oder Punsch ist heißes Wasser erforderlich, um die Inhaltsstoffe hinzugefügter Gewürze wie Zimt oder Gewürznelken zu lösen. Die meisten Heißgetränke werden idealerweise nicht mit kochendem Wasser, sondern mit einer Wassertemperatur leicht unter dem Siedepunkt zubereitet.
Die automatische Produktion oder Aufbereitung von Heißgetränken geschieht heute oft in spezialisierten Maschinen wie der Portionskaffeemaschine oder dem Getränkeautomaten. Im Zusammenhang mit Getränkeautomaten, die im Unterschied zum Kocher oder zu Getränkesystemen mit Brühgruppe nur warmes Wasser bereitstellen, um Instantprodukte aufzubereiten, wird auch der Begriff Warmgetränk verwendet.

## Geschichte
Heißgetränke sind heute meist nicht mehr salzig, sondern werden nach Bedarf mit Zucker gewürzt. Was die Essgewohnheiten betrifft, stammen sie jedoch von den Suppen her. In Mitteleuropa lösten die Heißgetränke seit dem 17. Jahrhundert die traditionellen Morgen- und Abendsuppen ab. Kaffee, Tee und Kakao waren Kolonialwaren, daher Luxusgüter und zunächst auf die Adelshöfe und reichen Kaufleute beschränkt. Im 18. und 19. Jahrhundert wollten und konnten sich in der Folge immer weitere Teile der westlichen Welt diesen Luxus leisten. Er hatte eine grundlegende Änderung der Trinkkultur in Europa sowie der Esskultur der frühen Neuzeit zur Folge, wie den vermehrten Konsum von Brot, Süßwaren und Kuchen.